# Dáhšúr
Dáhšúr je archeologická lokalita v Egyptě, na níž se nachází rozsáhlá nekropole staroegyptských faraonů z období 4., 12. a 13. dynastie a řada soukromých hrobek z období 4., 5. a 6. dynastie v podobě mastab. Nachází se poblíž stejnojmenné vesnice asi 26 kilometrů jižně od Gízy na západním břehu Nilu. Táhne se 3 kilometry v severojižním směru, 1,5 kilometru hluboko do pouště. Její staroegyptské jméno znělo zřejmě „jw snfrw“ v překladu Snofruův ostrov. Je součástí memfidské nekropole, která je od roku 1979 zapsána na seznamu světového dědictví UNESCO.

## Popis

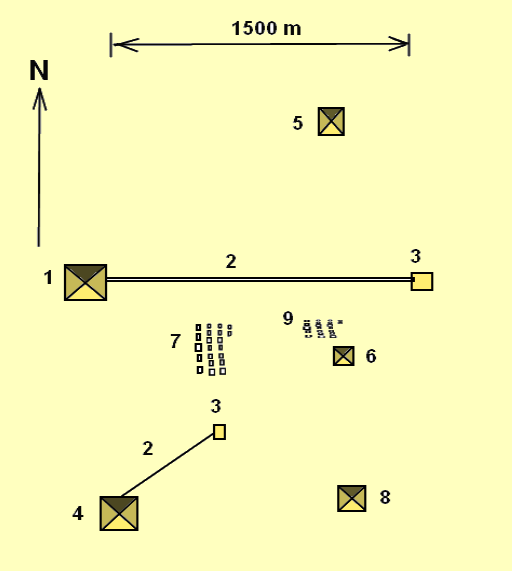
Schéma nekropole v Dahšúru: 1. Červená pyramida 2. Chodník ke chrámu 3.Dolní chrám 4. Lomená pyramida 5. Pyramida Senusreta III. 6. Bílá pyramida Amenemheta II. 7. Mastaby 8. Černá pyramida Amenemheta III. 9. hroby

### Královské hroby
Na skalnaté plošině Dáhšúru se nachází pět pyramidových komplexů ze 4. až 13. dynastie. Faraon Snofru byl prvním králem, který nechal postavit dvě velké pyramidy (Červená a Lomená). S přemístěním královského hřbitova do Gízy po Snofruově smrti ztratil Dáhšúr svůj význam. Praxe královského kultu mrtvých však v pyramidovém městě zůstala. 
Vzestupu na královské staveniště bylo dosaženo až za 12. dynastie, protože Dáhšúr nebyl daleko ani od nového královského sídla v Lištu. Vápencová pyramida (Bílá pyramida) Amenemheta II. byla postavena 1,2 kilometru východně od Červené pyramidy. Přidružená pyramidová čtvrť obsahuje hroby jeho rodiny a jeho dvora, včetně dvojité hrobky jeho dcer Ity a Chnumit s unikátními nálezy šperků. Na severovýchod od místa stojí silně zničená pyramida Senusreta III. Cihlové jádro pyramidy Amenemheta III. (Černá pyramida) se nachází v jihovýchodním rohu nekropole. Vzhledem k tomu, že král byl pohřben ve své druhé pyramidě v Hawaře, byla pravděpodobně její stavba předčasně ukončena kvůli trhlinám, které se začaly objevovat v podzemních komorách v důsledku nestabilního podloží.
Během 13. dynastie nechal král Auibre Hor I. postavit šachtovou hrobku severně od Černé pyramidy pro sebe a svou dceru Nubhetepti-chered. Přibližně ve stejné době byla postavena těžce zničená pyramida Ameni Qemau, objevená v roce 1957. 

#### Seznam královských hrobek
| 4. dynastie                                              | 12. dynastie                                                                   | 13. dynastie |
| -------------------------------------------------------- | ------------------------------------------------------------------------------ | --- |
| - Lomená pyramida - Červená pyramida - Lepsiova pyramida | - Pyramida Amenemheta II. - Pyramida Amenemheta III. - Pyramida Senusreta III. | - Pyramida Ameniho Qemaua - Pyramida centrálního Dášúru - Pyramida jižního Dášúru A - Pyramida jižního Dášúru B - DAS 46 - DAS 49 - DAS 50 - DAS 51 - DAS 53 |

### Soukromé hroby
Soukromé hřbitovy se v Dáhšúru rozvíjely ve stejné době jako královské pyramidy. Z doby Snofrua existují důkazy o skupině hrobek jihovýchodně od pyramidy Senusreta III. Někteří Snofruovi synové (Kanefer, Quedschepses a Neferhersnofru) byli pohřbeni v mastabových hrobkách severně od Bílé pyramidy. Další pohřebiště 4. až 6. dynastie se nachází na jihovýchodním okraji lokality. Z 5. dynastie pochází jediná mastaba východně od Červené pyramidy. 
Během Střední říše byly zřízeny další hřbitovy. Ty mají nápadně malé mastaby s pečlivě vyrobenými rakvovými komorami a kamennými sarkofágy. Jsou zde také četné pohřby z Nové říše a ojedinělé hroby z pozdní doby. Řecko-římský hřbitov byl vybudován kolem pyramidy Senusreta III.

## Historie archeologického průzkumu
Průzkum Dahšúru byl poprvé zaznamenán arabskými geografy, kteří se zajímali především o poklady z pohřebiště. Evropští cestovatelé popsali Lomenou pyramidu poprvé ve druhé polovině 17. století. V roce 1837 prozkoumal Červenou pyramidu britský egyptolog John Shae Perring. Další systematická práce byla provedena v letech 1842–1843 pod vedením Karla Richarda Lepsia a v roce 1882 pod vedením Williama Flinderse Petrieho. 
První rozsáhlé vykopávky organizoval koncem 19. století vedoucí úřadu egyptské Památkové služby Jacques de Morgan. Kopal u tří pyramid Střední říše a na pohřebišti státních úředníků Staré a Střední říše. De Morgan našel nejprve v podzemí Bílé pyramidy sarkofágy Amenemheta II. a členů rodiny. Nevyloupené hrobky královny Chnemet a dvou princezen obsahovaly bohatou pohřební výbavu a zlaté šperky. Pod čtyřmi malými pyramidami královen na severní straně Senrusetovy pyramidy objevil skříňku s pohřební výbavou, v níž byly zlaté šperky královny Merety a princezny Sithator. K jeho dalším významným nálezům patří dřevěná socha ducha ka krále Hora.
Na začátku 50. let 20. století Ahmed Fakhry spolu s Herbertem Rickem odkryli celý komplex Lomené pyramidy. V roce 1973 nouzové vykopávky provedené Správou památek vyčistily více než 350 hrobů na severu oblasti. Od 70. let 20. století byla pouštní oblast přiléhající k Dahšúru z velké části vojensky zakázanou oblastí, takže archeologický výzkum nebyl po dlouhou dobu možný. Po jeho obnovení americká expedice v roce 1994 nalezla v podzemí malé pyramidy královny Verety II. šperky, mimo jiné dva náramky a ametystového skaraba se jménem Amenemheta II.

## Galerie

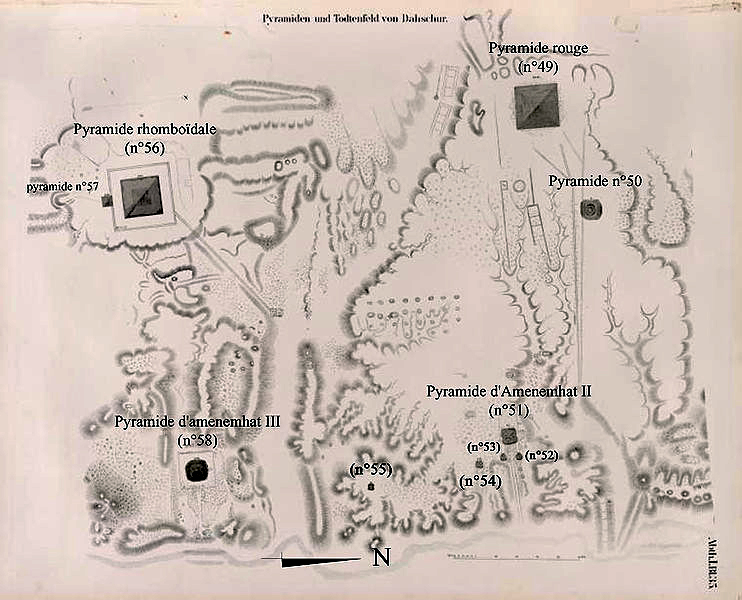
Lepsiova mapa nekropole v Dáhšúru
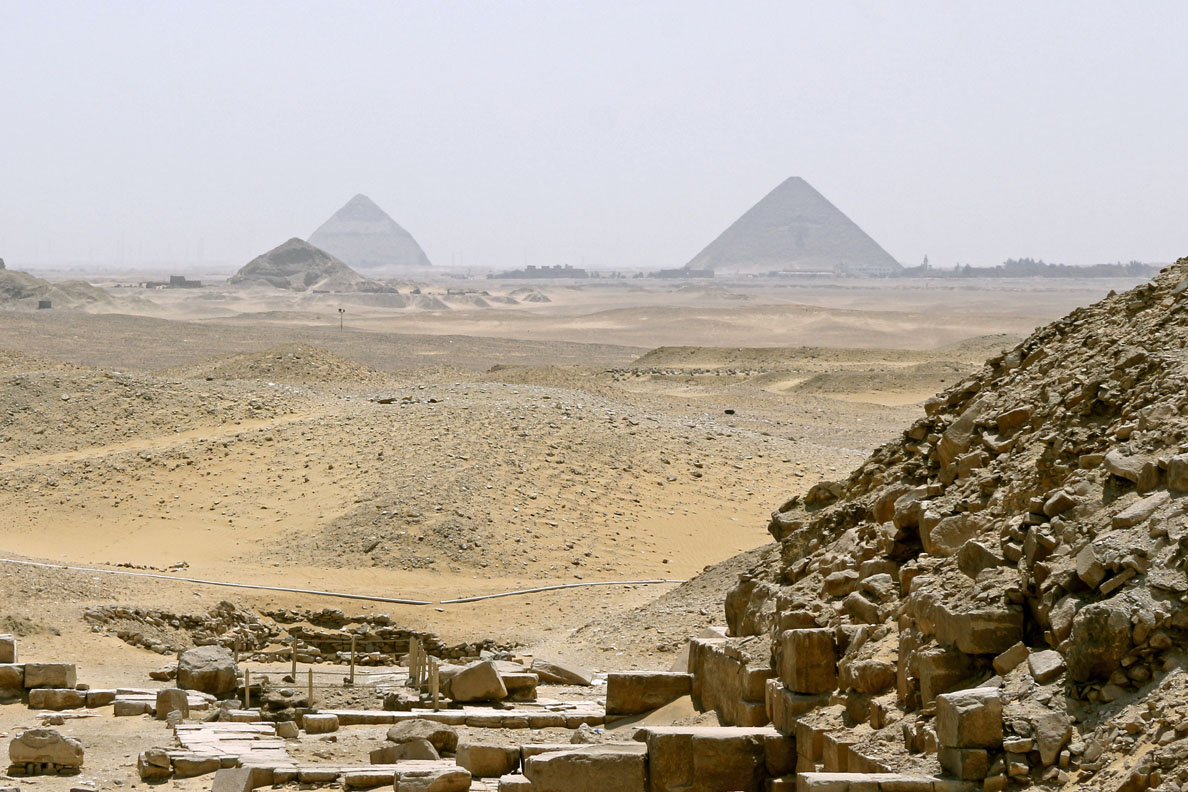
Celkový pohled na nekropoli v Dáhšúru
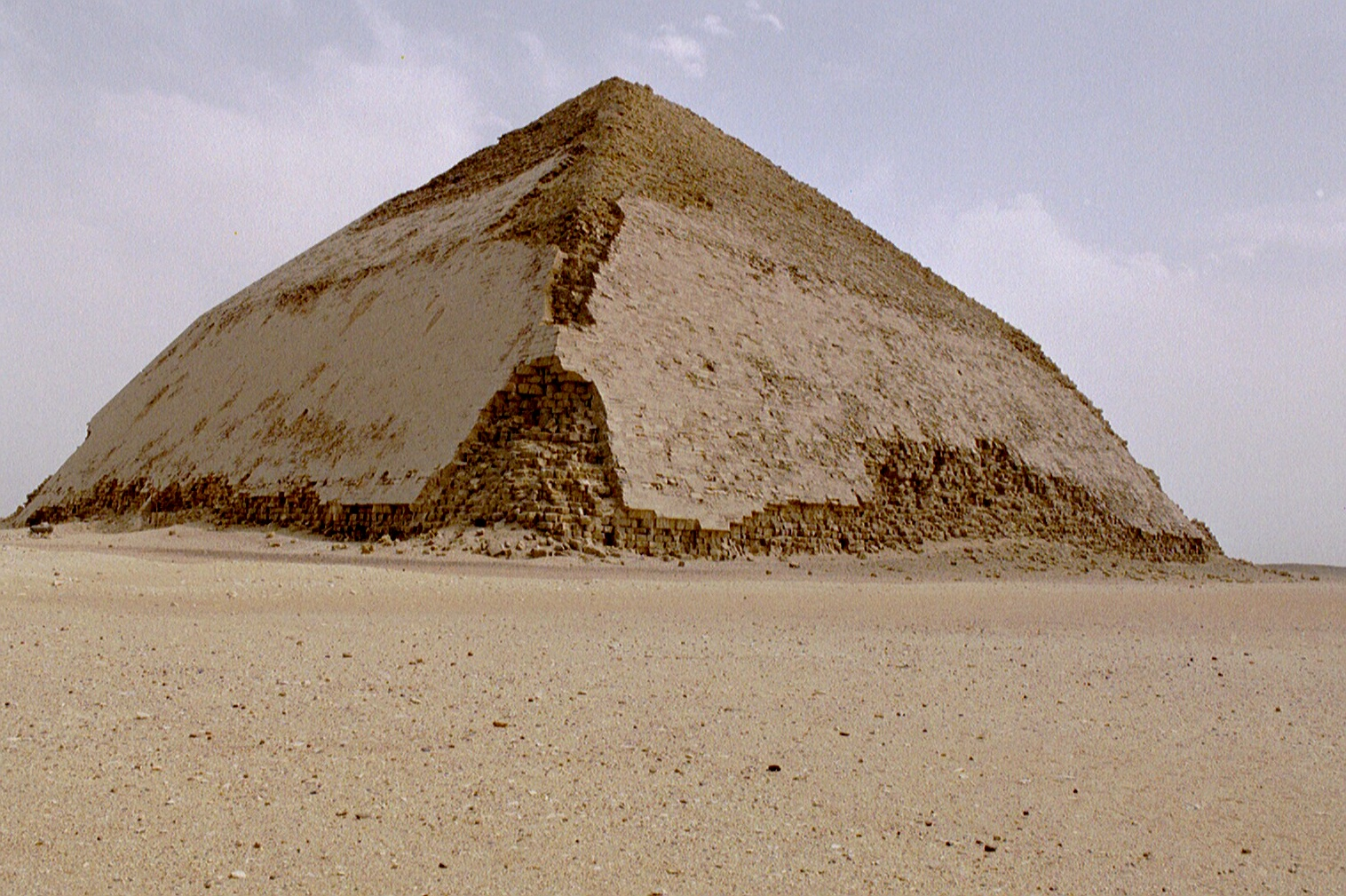
Lomená pyramida
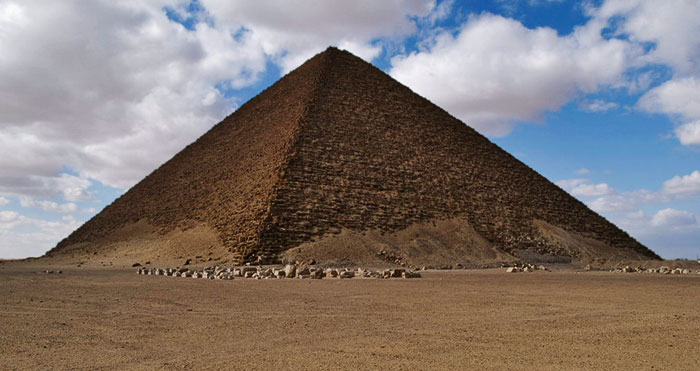
Červená pyramida
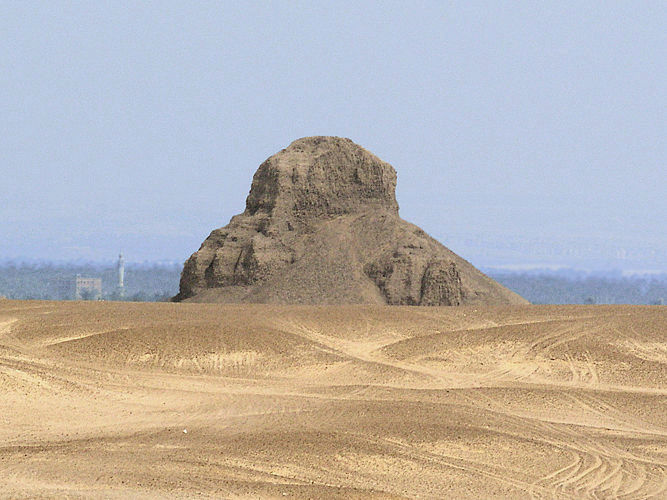
Černá pyramida
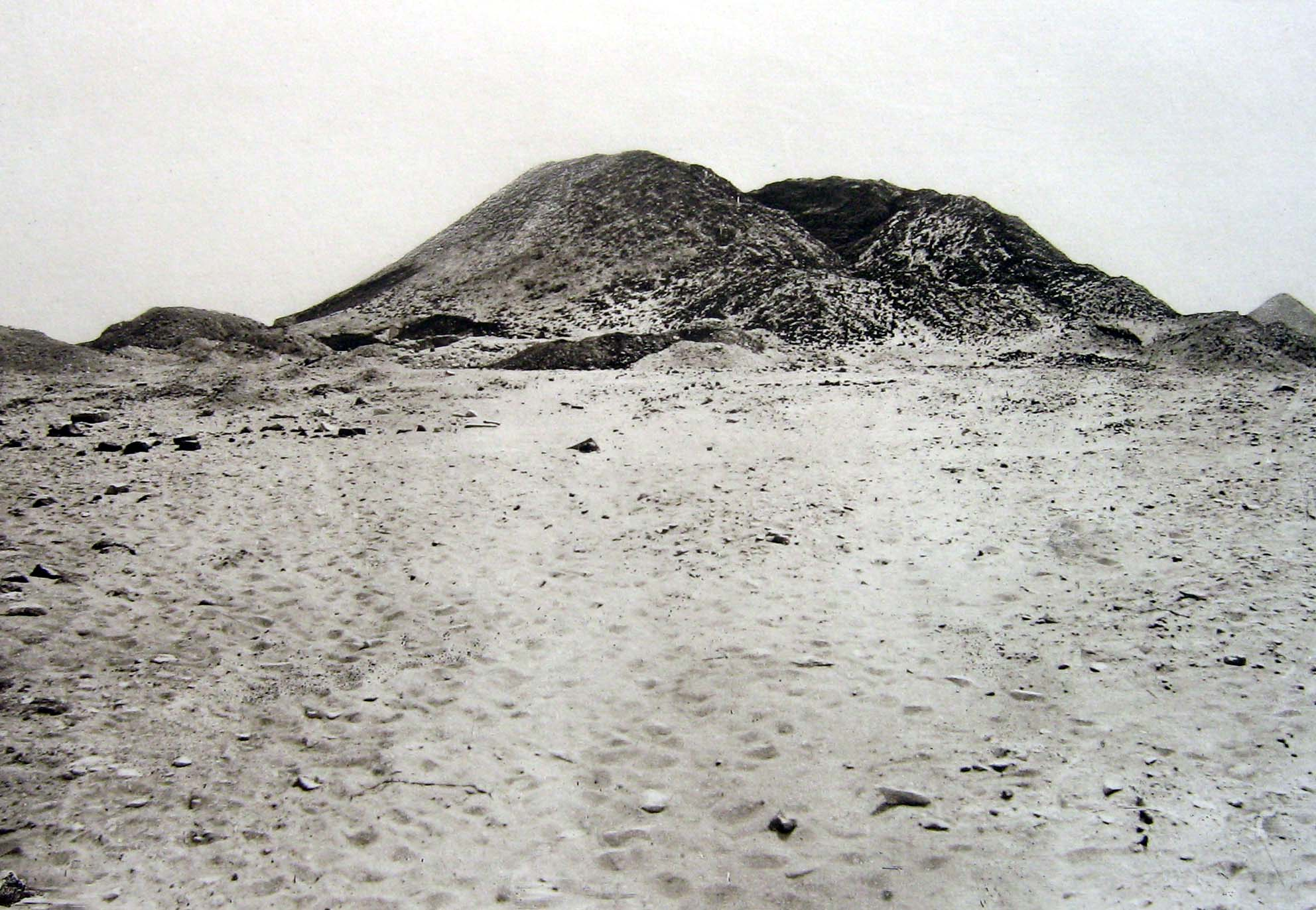
Pyramida Senusreta III.